# Synagoga w Mysłowicach (pl. Mieroszewskich)
Synagoga w Mysłowicach – synagoga znajdująca się w Mysłowicach przy placu Mieroszewskich 1 (za czasów niemieckich zwanej Synagogengasse).
Synagoga została zbudowana w 1826 roku. Po wybudowaniu nowej, większej synagogi, bożnicę sprzedano firmie meblowej „Robak”, która w 1927 roku sprzedała ją katolickiej parafii Najświętszego Serca Pana Jezusa. W 1928 roku parafia przeprowadziła stosowny remont według projektu A. Krafczyka i zaadaptowała budynek na Katolicki Dom Ludowy.
Murowany budynek synagogi wzniesiono na planie prostokąta. Wewnątrz zachowały się drewniane galerie dla kobiet obiegające z trzech stron dawną główną salę modlitewną.